# Yvonne Farrell

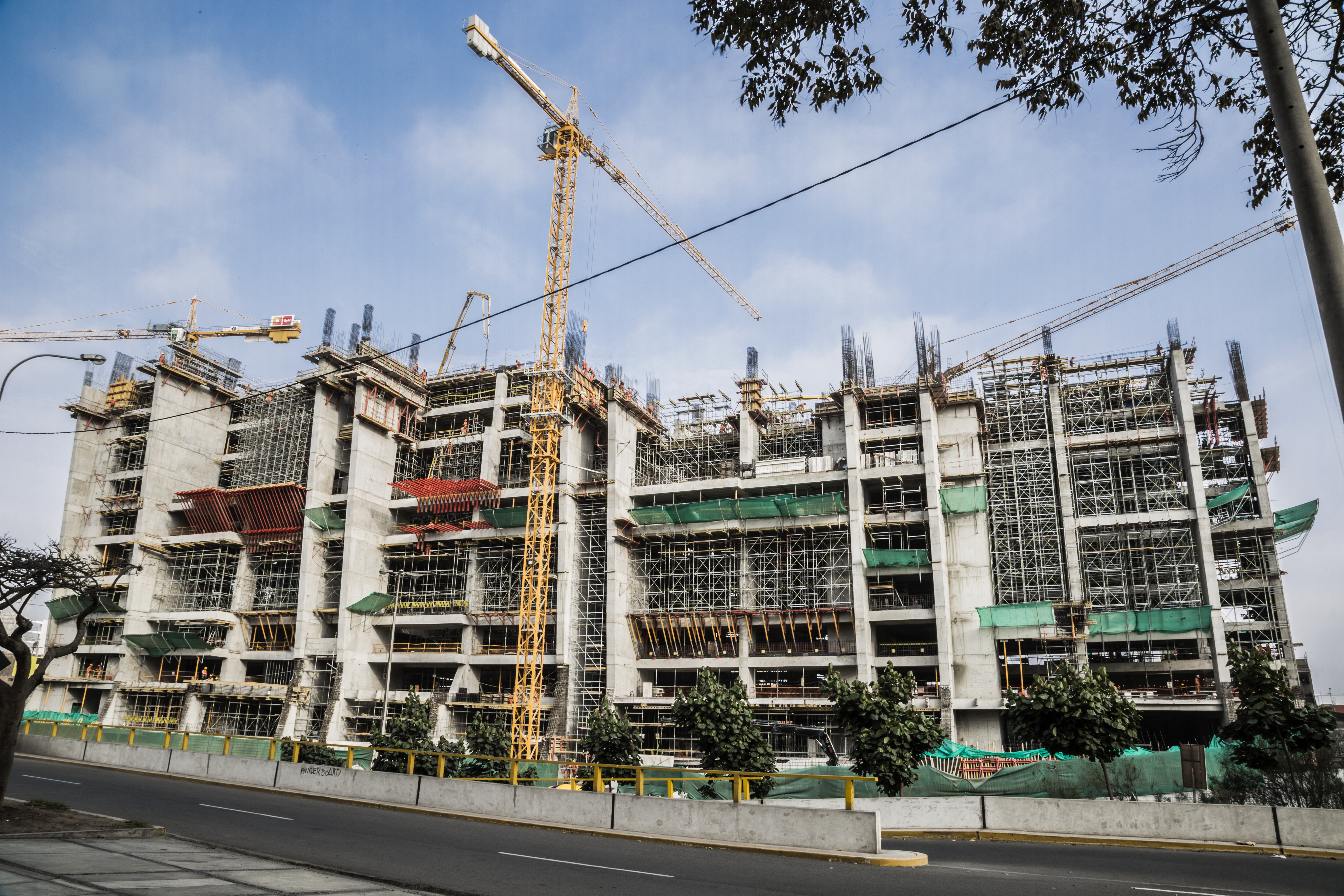
Campus de la UTEC en construcción, Lima

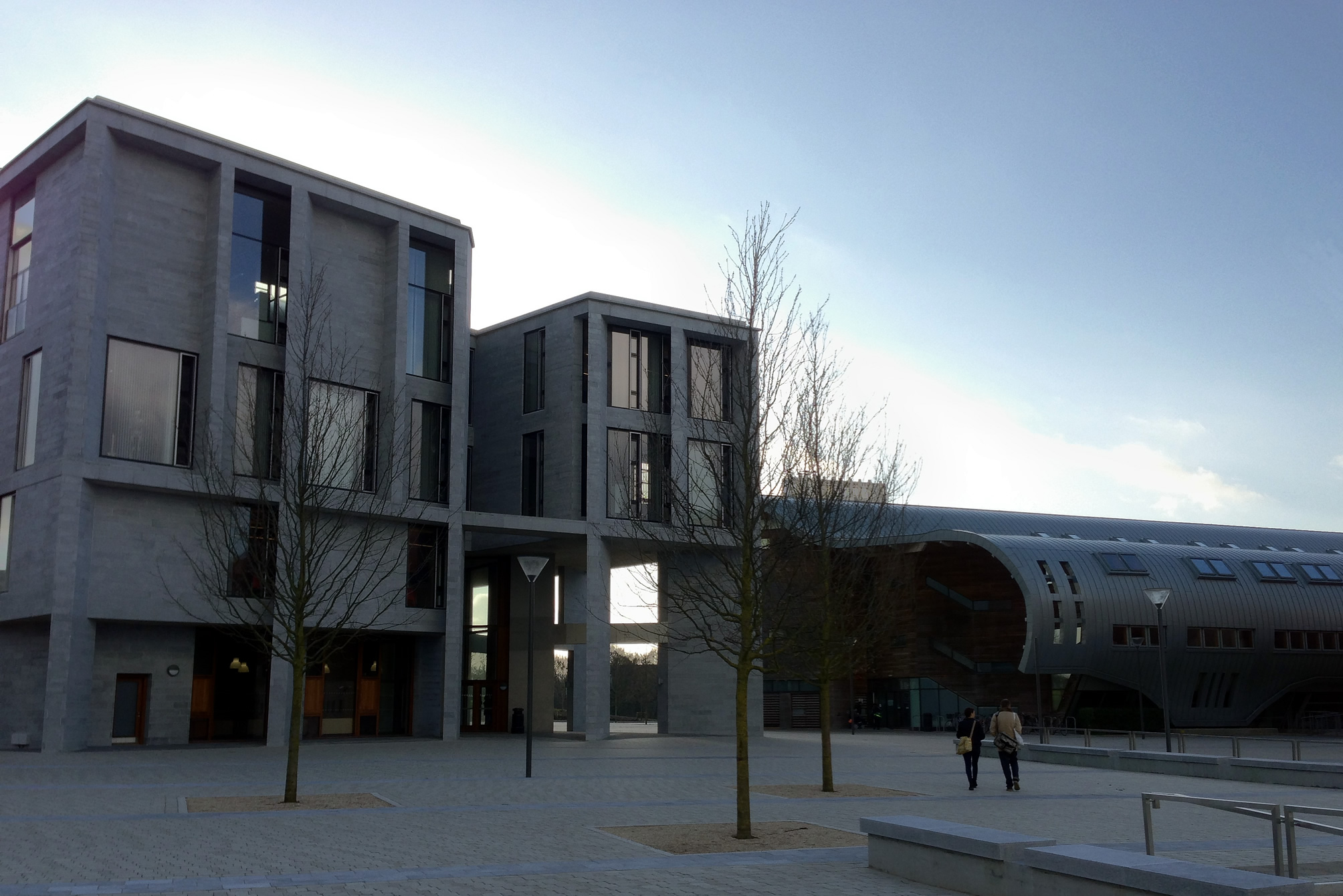
Escuela de Medicina de la Universidad de Limerick

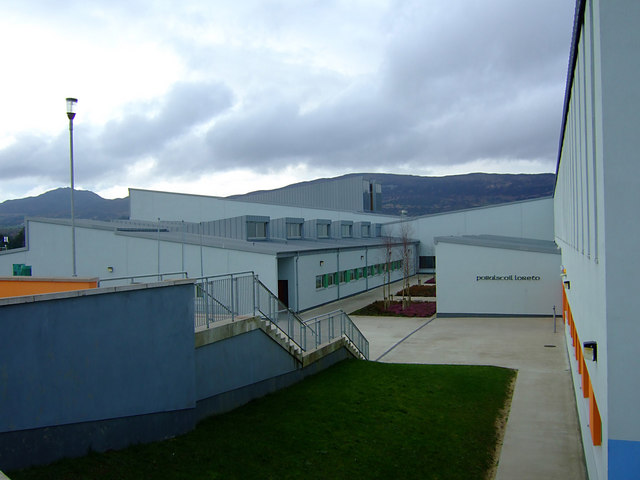
Loreto Community School

Yvonne Farrell (Tullamore, 1951) es una arquitecta y profesora irlandesa, cofundadora de Grafton Architects, quienes ganaron el premio World Building of the Year en el año 2008 por el nuevo Edificio Roentgen de la Universidad Bocconi de Milán. En 2020 obtuvo el premio Pritzker, junto a la arquitecta Shelley McNamara.

## Biografía
Farrell estudió arquitectura en la Universidad de Dublín, graduándose en 1974. En 1977, junto a Shelley McNamara, estableció Grafton Architects en Dublín. Es miembro fundador del Grupo 91, que estuvo detrás de la restauración del barrio de Temple Bar de Dublín en la década de 1990.

## Carrera

### Grafton Architects
Junto con Shelley McNamara estableció Grafton Architects en Dublín, Irlanda en 1978. Su arquitectura abarca todas las escalas y programas aunque han sobresalido por sus proyectos de edificios públicos y educativos tanto a nivel local como internacional. Farrell y McNamara son conscientes de que el ejercicio de la arquitectura no es el producto de un solo genio; la arquitectura, afirman, es mucho más grande que eso, es un trabajo colectivo donde la crítica y la discusión de las ideas son estrictamente necesarias. La enseñanza de proyectos cumple un papel de vital importancia en su propio desarrollo como profesionales, donde aprenden, teorizan y obtienen el contrapunto al trabajo en la práctica.
Apuestan por una filosofía del diseño proyectual basada en el encuentro de las palabras y las ideas, la ética y la función pública de la arquitectura. Su motivación es lograr una arquitectura que conjugue su dimensión artística con su misión de satisfacer necesidades humanas, materiales y simbólicas. Consideran la arquitectura como una profesión que tiene que escuchar (lo que se dice y lo que no) para sintonizar con los requerimientos del lugar, tanto físicos como culturales.
Grafton Architects representó a Irlanda en la Bienal de Venecia en 2002 y exhibió allí de nuevo en 2008. Su proyecto de la Universidad Bocconi de Milán, que ganó el premio World Building of the Year, ha sido ampliamente aclamado y exhibido. En 2009, el edificio del Departamento de Hacienda en el centro de la ciudad de Dublín ganó el Premio de Confianza Ciudadana, así como un premio especial de la Architectural Association de Irlanda.

### Academia
Farrell fue profesora en la Universidad de Dublín desde 1976 y ha sido profesora invitada en la Academia de Arquitectura de Mendrisio, Suiza, desde 2008. Ocupó la cátedra Kenzo Tange en la Graduate School of Design de 2010 de Harvard y actualmente es profesora de la EPFL de Lausanne. Ha dictado numerosas conferencias en las escuelas europeas y americanas de arquitectura, incluyendo Oslo, Estocolmo, Berlage, Yale, Buffalo, St. Louis, Kansas City y Tampa.

### Comisarias de la Bienal de Venecia
La Bienal de Arquitectura de Venecia anunció que las integrantes de Grafton Architects serán las comisarias de la edición 2018.

## Obras
- 2006: Solstice Arts Centre, Navan, Co.Meath, Irlanda.[8]
- 2008: Waterloo Lane, Dublín 4, Irlanda.[9]
- 2012: Universidad de Limerick Escuela Médica, Limerick, Irlanda.
- 2014: Memoria / Grafton Arquitectos, con la colaboración de ELISAVA para los 300 Años de Espíritu Catalán, España.[10]
- Edificio Paul Marshall, Escuela de Londres de Economía y Ciencia Política (LSE), Londres.
- Campus UTEC- Universidad de Ingeniería y Tecnología, Lima. Concurso 2011, Proyecto 2015

## Premios y Exposiciones
- "Bocconi Projects"en el Pabellón italiano, Bienal de Venecia, ‘Next', 2002.
- Dunshaughlin Oficinas cívicas, Co. Meath, Premio de Arquitectura Contemporánea de la Unión Europea – Premio Mies van der Rohe, 2003.
- Premio World Building of the Year, 2008 para la Universidad Luigi Bocconi en Milán, Italia.[11]
- Universidad Luigi Bocconi nominada para el Premio Mies van der Rohe en 2009.
- Universidad Luigi Bocconi, Premio World Building of the Year, 2008 para Grafton Architects, RAIA, 2009.
- Participación en la Irish Group Exhibition, The Lives of Spaces, Bienal de Venecia, 2010.
- "Architecture as New Geography", León de Plata de la Bienal de Venecia, Exposición de Common Ground, 2012.[12]
- Universidad de Limerick, Escuela de Medicina y Refugio de Autobús, nominados para el Premio RIBA Stirling , 2013.[13]
- Universidad de Limerick, Escuela de Medicina y Residencias Estudiantiles, Piazza y Pérgola, Premio europeo de la RIBA, 2013.
- "Campus de la Universidad de Limerick el campus" exhibido en la muestra Sensing Spaces en la Royal Academy.[14]
- Nominadas para el Premio AJ Mujeres en Arquitectura, 2014.[15]
- Premio Jane Drew, 2015.[16]

## Reconocimientos
Yvonne Farrell es miembro del Real Instituto de Arquitectos de Irlanda, miembro honorario del Real Instituto de Arquitectos Británicos y miembro electo de Aosdána, la organización de arte irlandés.
| Predecesor: Arata Isozaki | Premio Pritzker de Arquitectura 2020 (Junto con Shelley McNamara) | Sucesor: Anne Lacaton y Jean-Philippe Vassal |